# 香港葛福臨佈道大會
香港葛福臨佈道大會（Hong Kong Franklin Graham Festival）是一個在香港舉行的大型基督教佈道會，由香港多間基督教會聯合籌辦，葛培理佈道團創辦人葛培理牧師之子葛福臨牧師（Rev. Dr. Franklin Graham）主領，2007年11月29日至12月2日於香港大球場舉行，並為香港特別行政區成立十周年紀念的主要活動之一。

## 背景
2007年為馬禮遜牧師到中國宣教200週年，亦為香港主權移交予中國十週年，香港多間基督教會因此商議並決定聯合籌辦香港葛福臨佈道大會，並邀請葛培理佈道團葛福臨牧師親自到香港主持佈道會。

## 大會詳情
整個佈道大會由2007年11月29日至12月2日共4天於香港大球場舉行，總共有6場佈道大會，大會主題為「新生命，新動力」，預期總參加人數約25萬人。佈道大會過程亦同時直播到香港境內的元朗區，及澳門等地區。佈道大會總經費約1,800萬港元，主要由奉獻方式籌募。
佈道大會中除了四場公開佈道會外，亦有一場專為青少年而設的青年佈道會，由葛福臨牧師的長子葛衛理牧師主持。另外亦有一場供家長與子女一同參加的親子佈道會，講員為陳以誠醫生。
而四場公開佈道會由陳恩明牧師以粵語傳譯，並有以普通話、印度語、印尼語、菲律賓話及韓語FM廣播即時傳譯，方便本地的不同種族人士均能明白福音信息。
聚會中多名知名及演藝界人士亦有參與分享見證或音樂演出，包括：陳流芳太平紳士、「零分老師」呂宇俊先生、演藝界人士蔣麗萍小姐、導演張堅庭先生、唱作歌手王菀之小姐等等。而中国基督教三自爱国运动委员会及中国基督教协会亦有代表出席聚會。

## 相關活動
香港葛福臨佈道大會發佈會於2006年9月11日舉行，籌備工作隨即展開。異象分享暨籌款餐會於2007年6月8日舉行，為佈道會籌募經費。香港各教會於籌備佈道大會期間舉行多次聯合祈禱會。祈禱暨動員大會則於2007年10月14日舉行。另外，主辦單位亦於2007年11月28日舉行佈道大會奉獻禮，作一連四天佈道大會的開始。
為使更多人參加葛福臨佈道大會，主辦單位舉辦了多項相關活動供信徒參加，包括帶領非信徒參加的「安得烈行動」，及為陪談員而設的「基督徒的生活與見證課程」等。「安得烈行動」目標為帶領18萬人參加大會。

## 參與人數統計
大會預期會吸引25萬人次入場，大會公佈四天共六場佈道聚會（包括青少年及親子場）共吸引逾42萬人次入場（包括香港大球場主場、南華會、跑馬地馬場、元朗大球場及澳門等多個轉播點），共3萬3千人基督教徒及信众參与。

## 資料來源
1. ↑  香港特別行政區成立十周年紀念 九月以後活動 的存檔，存档日期2007-09-30.

## 外部連結
- 香港葛福臨佈道大會 官方網站
- 香港葛福臨佈道大會 青少年網站
- 香港葛福臨佈道大會 安得烈行動